# 圣洛朗代孔布 (夏朗德省)
圣洛朗德孔布（法語：Saint-Laurent-des-Combes，法語發音：[sɛ̃ loʁɑ̃ de kɔ̃b]）是法国夏朗德省的一个市镇，属于干邑区。

## 地理
圣洛朗德孔布（45°21'20"N, 0°2'11"E）面积7.67 平方千米，位于法国新阿基坦大区夏朗德省，该省份为法国西部内陆省份，北起德塞夫勒省和维埃纳省，东临上维埃纳省，东南至多尔多涅省，南至多爾多涅省，西接滨海夏朗德省。
与圣洛朗德孔布接壤的市镇（或旧市镇、城区）包括：布里苏沙莱、沙蒂尼亚克、蒙布瓦耶、圣费利、圣马夏尔。
圣洛朗德孔布的时区为UTC+01:00、UTC+02:00（夏令时）。

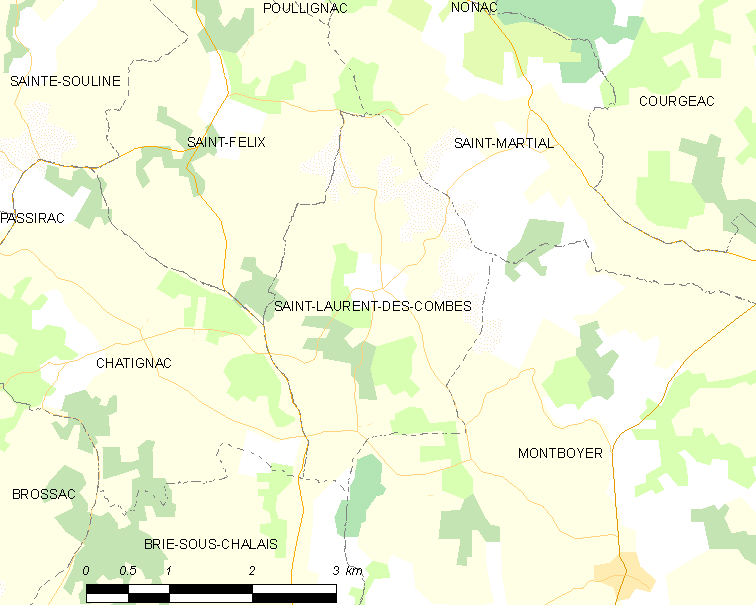
圣洛朗德孔布的OSM定位图

## 行政
圣洛朗德孔布的邮政编码为16480，INSEE市镇编码为16331。

## 政治
圣洛朗德孔布所属的省级选区为蒂德-拉瓦莱特县。

## 人口

1962-2008年间圣洛朗德孔布人口变化图示

圣洛朗德孔布于2022年1月1日时的人口数量为94人。